# Phytoseius malaysianus
Phytoseius malaysianus är en spindeldjursart som beskrevs av Ehara 2006. Phytoseius malaysianus ingår i släktet Phytoseius och familjen Phytoseiidae. Inga underarter finns listade i Catalogue of Life.